# Franz Josias (Sachsen-Coburg-Saalfeld)

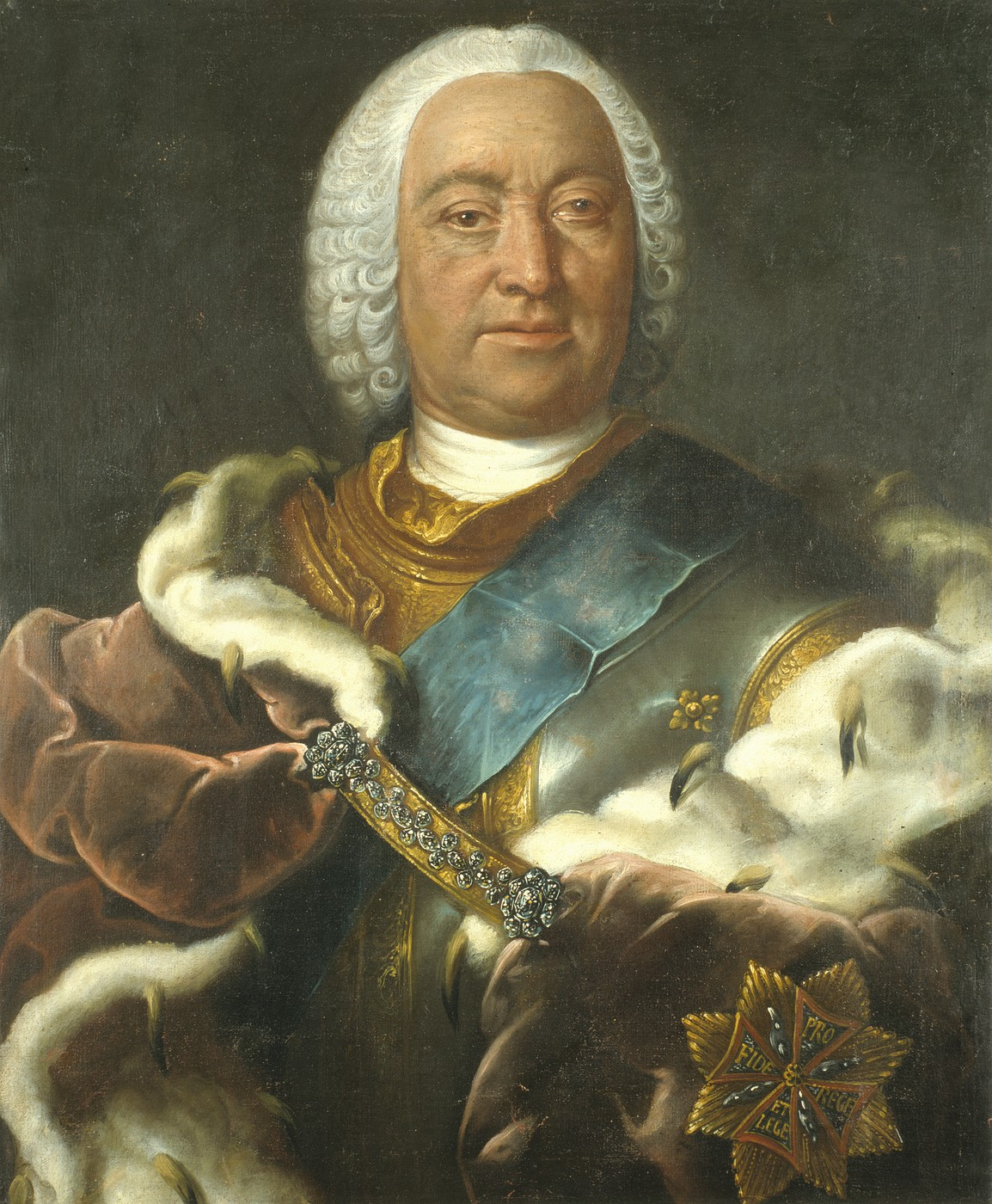
Herzog Franz Josias von Sachsen-Coburg-Saalfeld

Franz Josias von Sachsen-Coburg-Saalfeld (* 25. September 1697 in Saalfeld; † 16. September 1764 in Rodach) war von 1729 bis 1764 Herzog von Sachsen-Coburg-Saalfeld.

## Leben
Franz Josias war der jüngere Sohn des Herzogs Johann Ernst von Sachsen-Saalfeld (1658–1729) aus dessen zweiter Ehe mit Charlotte Johanna (1664–1699), Tochter des Grafen Josias von Waldeck-Wildungen. In seiner Jugend stand Franz Josias seit 1718 in kaiserlichen Kriegsdiensten, hatte 1719 in der Schlacht bei Francavilla gekämpft und an den Belagerungen von Palermo und Messina teilgenommen. Im Jahr 1720 war er aber auf väterlichen Wunsch wieder nach Coburg zurückgekehrt.
Er regierte ab 1729, laut testamentarischer Bestimmung seines Vaters, zusammen mit seinem älteren Halbbruder Christian Ernst. Da dieser nicht standesgemäß geheiratet hatte, bestimmte beider Vater 1724 die gemeinsame Regierung der Söhne. Während Christian Ernst in Saalfeld blieb, residierte Franz Josias in Coburg.
Nach der endgültigen Abwehr der Meininger Ansprüche konnte er ab 1735 die alleinige Herrschaft über Coburg übernehmen und verlegte den Regierungssitz dorthin. Das Haus Sachsen-Saalfeld nahm den Namen Sachsen-Coburg-Saalfeld an. Mit dem Tod des Halbbruders im Jahr 1745 wurde er alleiniger Regent über Coburg und Saalfeld. Schon am 1. Oktober 1733 hatte er die Primogenitur im Land eingeführt, welche der Kaiser 1747 bestätigte.
Von 1750 bis 1755 führte er für Erbprinz Ernst August Konstantin die Regentschaft in Sachsen-Weimar-Eisenach. Franz Josias wurde als stattlicher Mann beschrieben. Beim damals sehr populären Federballspiel hatte er das linke Auge verloren. Er starb als Senior der Ernestiner in dem von Johann David Steingruber in seinem Auftrag von 1748 bis 1749 erbauten Schloss in Rodach. Er wurde in der Coburger Morizkirche bestattet.

## Nachkommen

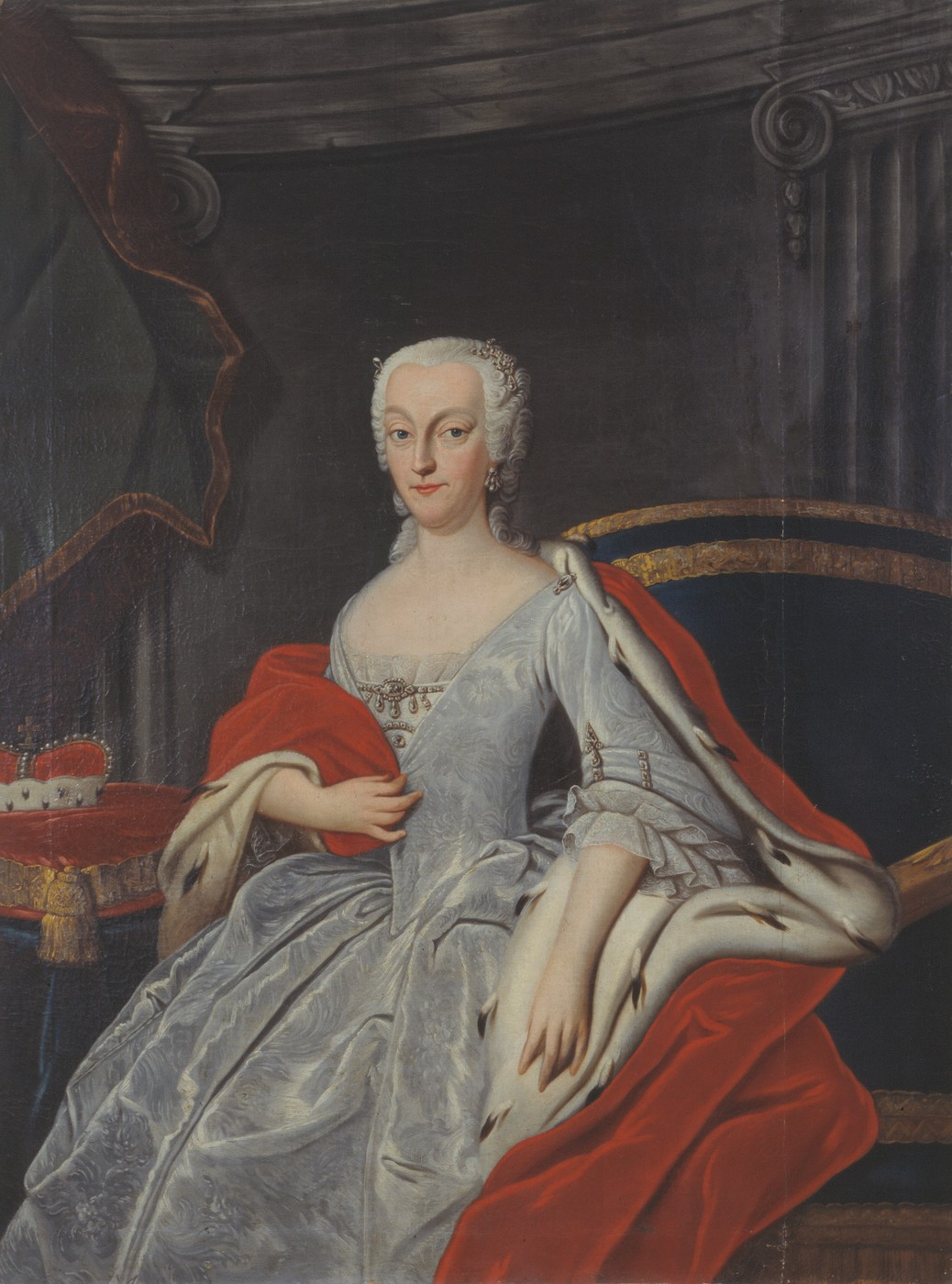
Herzogin Anna Sophia, geb. Prinzessin von Schwarzburg-Rudolstadt

Franz Josias war seit 1723 verheiratet mit Anna Sophia (1700–1780), Tochter des Fürsten Ludwig Friedrich I. von Schwarzburg-Rudolstadt, mit der er folgende Kinder hatte:
- Ernst Friedrich (1724–1800), Herzog von Sachsen-Coburg-Saalfeld

⚭ 1749 Prinzessin Sophie von Braunschweig-Wolfenbüttel (1724–1802)
- Johann Wilhelm (1726–1745)
- Christian Franz (1730–1797)
- Charlotte Sophie (1731–1810)

⚭ 1755 Erbprinz Ludwig von Mecklenburg (1725–1778)
- Friederike Caroline (1735–1791)

⚭ 1754 Markgraf Karl Alexander von Brandenburg-Ansbach und Bayreuth (1736–1806)
- Friedrich Josias (1737–1815)

⚭ 1789 Therese Stroffek